# Pałac w Kotowie
Pałac w Kotowie – zabytkowy pałac eklektyczny z lat 1850–1854 we wsi Kotowo w województwie wielkopolskim. 

## Charakterystyka
Łączy w sobie angielskie formy neogotyckie tzw. stylu Tudorów z elementami secesji. Około 1910 r. został przebudowywany z istniejącego tu wcześniej dworu dla Konstancji Mielżyńskiej. Ciekawe schody pałacu wykonane w 1911 były pokazywane na Wystawie Wschodnioniemieckiej w Poznaniu. Obok pałacu znajduje się klasycystyczna oficyna z I połowy XIX w.
Pałac otoczony jest parkiem krajobrazowym o pow. 6,7 ha z I połowy XIX w. Rosną w nim imponujących rozmiarów dęby, wiąz, grab i lipy. Na uwagę zasługuje także ciekawy okaz cypryśnika błotnego o obwodzie 280 cm. Od drogi krajowej nr 32 do pałacu prowadzi aleja lipowa. Od strony zachodniej do parku przylegają budynki dawnego folwarku z końca XIX i początku XX w., z których wyróżnia się 5-kondygnacyjny spichlerz. Ostatnim właścicielem obiektu w 1939 r. był Andrzej Kurnatowski, a od 1963 r. ma tutaj swoją siedzibę Zespół Szkół Ponadgimnazjalnych im. Eugeniusza Kwiatkowskiego. Po zakończeniu działalności edukacyjnej w pałacu, budynek jest nieużytkowany i jego stan techniczny pogarsza się.
Pałac, park krajobrazowy i oficyna wpisane są do rejestru zabytków.